# Augusto Anfossi
Augusto Anfossi (Nizza (Szárd Királyság), 1802 – Milánó, 1848. március 21.) olasz katona. Jezsuita szellemben nevelték, ami olyan ellenszenvet váltott ki nála, hogy megtámadta tanárait, ezért Franciaországba száműzték. Milánó öt napja során személyesen vezérelte Porta Nuova győztes ostromát. Azonban a negyedik napon halálos sebesülést kapott, Luciano Manara vette át a helyét.